# فولوديمير أرزهانوف
فولوديمير أرزهانوف (بالأوكرانية: Аржанов Володимир Олександрович)‏ (29 نوفمبر 1985 بزاباروجيا في أوكرانيا - ) هو لاعب كرة قدم أوكراني في مركز الوسط. لعب مع أرسنال كييف وإف كي أتيراو وتشورنومورتس أوديسا وميتالوره زابورجيا ونادي فولين لوتسك.

## وصلات خارجية
- فولوديمير أرزهانوف على موقع اتحاد أوكرانيا (الإنجليزية)
- فولوديمير أرزهانوف على موقع قاعدة بيانات كرة القدم.إي يو (الإنجليزية)
- فولوديمير أرزهانوف على موقع Soccerway.com (الإنجليزية)
- فولوديمير أرزهانوف على موقع عالم كرة القدم.نت (الإنجليزية)